# Alyssum scardicum
Alyssum scardicum är en korsblommig växtart som beskrevs av Richard von Wettstein. Alyssum scardicum ingår i släktet stenörter, och familjen korsblommiga växter. Inga underarter finns listade i Catalogue of Life.